# Нур Хусін
Нур Хусін (Дарі: نور حسین / англ. Noor Husin; нар. 3 березня 1997, Мазарі-Шариф, Афганістан) — афганський футболіст, півзахисник англійського клубу «Саутенд Юнайтед» та національної збірної Афганістану.

## Ранні роки
Народився в місті Мазарі-Шариф. Коли Нуру виповнилося 5 років родина втекла від війни. Його батько приїхав до Англії спочатку як біженець, а потім переїхала решта родини, яка оселилася в Кройдоні.

## Клубна кар'єра

### «Редінг»
Футбольну кар'єру розпочав в академії «Редінга».
У середині жовтня 2015 року відправився в оренду до «Гемел Гемстад Таун». У складі нового клубу дебютував 17 жовтня 2015 року в нічийному (2:2) виїзному поєдинку проти «Дартфорда». У вище вказаному матчі також відзначився й своїм першим голом за «Гемел», на 41-й хвилині. На початку січня 2016 року повернувся до «Редінга». По завершенні сезону 2015/16 років керівництво клубу оголосило, що Нур залишає «Редінг».

### «Крістал Пелес»
Влітку 2016 року, після відходу з «Редінга», приєднався до «Крістал Пелес».
31 січня 2017 року перейшов в оренду до завершення сезон до клубу Другої ліги «Аккрінгтон Стенлі», у футболці якого 4 лютого 2017 року відзначився голом в своєму дебютному матчі проти «Ноттс Каунті».

### «Ноттс Каунті»
12 січня 2018 року перейшов з «Крістал Пелас» до команди Другої Ліги «Ноттс Каунті», з яким підписав 1,5-річний контракт. Дебютував за новий клуб 20 січня 2018 року у програному (1:2) виїзному поєдинку проти «Ексетер Сіті». Таким чином він став першим афганцем, який грав в Футбольній лізі Англії.
Першим голом за «Ноттс Каунті» відзначився 3 лютого 2018 року в переможному (4:1) поєдинку проти «Кру Александра». По завершенні сезону 2018/19 років вільним агентом залишив «Ноттс Каунті».

### «Стівенідж»
1 серпня 2019 року вільним агентом перейшов до іншого представника Другої Ліги, «Стівеніджа». Проте грав дуже рідко, через що вже в лютому 2020 року залишив команду.

### «Дартфорд»
22 лютого 2020 року приєднався до «Дартфорда». 14 березня 2020 року відзначився першим голом за «Дартфорд», у переможному (3:0) поєдинку проти «Челмсфорд Сіті».

### «Саутенд Юнайтед»
21 січня 2022 року приєднався до команди Національної ліги «Саутенд Юнайтед». Першим голом за нову команду відзначився вже в своєму третьому матчі за «Саутенд Юнайтед», переможному (1:0) проти «Довер Атлетік».

## Кар'єра в збірній
У футболці національної збірної Афганістану дебютував у грудні 2018 року. 20 березня 2019 року провів свою першу під егідою ФІФА гру за Афганістан, у товариському матчі проти Омана.

## Статистика виступів

### Клубна
Станом на 8 лютого 2022
| Клуб                          | Сезон                      | Ліга                       | Ліга  | Ліга | Нац. кубок | Нац. кубок | Кубок ліги | Кубок ліги | Інші  | Інші | Загалом | Загалом |
| Клуб                          | Сезон                      | Дивізіон                   | Матчі | Голи | Матчі      | Голи       | Матчі      | Голи       | Матчі | Голи | Матчі   | Голи    |
| ----------------------------- | -------------------------- | -------------------------- | ----- | ---- | ---------- | ---------- | ---------- | ---------- | ----- | ---- | ------- | ------- |
| «Редінг»                      | 2015–16                    | Чемпіоншип                 | 0     | 0    | 0          | 0          | 0          | 0          | —     | —    | 0       | 0       |
| «Гемел Гемстад Таун» (оренда) | 2015–16                    | Національна ліга Південь   | 7     | 3    | 0          | 0          | —          | —          | 1     | 0    | 8       | 3       |
| «Крістал Пелес»               | 2016–17                    | Прем'єр-ліга               | 0     | 0    | 0          | 0          | 0          | 0          | —     | —    | 0       | 0       |
| «Крістал Пелес»               | 2017–18                    | Прем'єр-ліга               | 0     | 0    | 0          | 0          | 0          | 0          | —     | —    | 0       | 0       |
| «Крістал Пелес»               | Загалом за «Крістал Пелес» | Загалом за «Крістал Пелес» | 0     | 0    | 0          | 0          | 0          | 0          | 0     | 0    | 0       | 0       |
| «Аккрінгтон Стенлі» (оренда)  | 2016–17                    | Друга ліга                 | 11    | 1    | —          | —          | —          | —          | —     | —    | 11      | 1       |
| «Ноттс Каунті»                | 2017–18                    | Друга ліга                 | 12    | 1    | 2          | 1          | —          | —          | 0     | 0    | 14      | 2       |
| «Ноттс Каунті»                | 2018–19                    | Друга ліга                 | 14    | 0    | 0          | 0          | 1          | 0          | 3     | 0    | 18      | 0       |
| «Ноттс Каунті»                | Загалом за «Ноттс Каунті»  | Загалом за «Ноттс Каунті»  | 26    | 1    | 2          | 1          | 1          | 0          | 3     | 0    | 32      | 2       |
| «Стівенідж»                   | 2019–20                    | Друга ліга                 | 10    | 0    | 0          | 0          | 1          | 0          | 1     | 0    | 12      | 0       |
| «Дартфорд»                    | 2019–20                    | Національна ліга Південь   | 4     | 1    | —          | —          | —          | —          | 4     | 0    | 8       | 1       |
| «Дартфорд»                    | 2020–21                    | Національна ліга Південь   | 15    | 1    | 1          | 0          | —          | —          | 1     | 0    | 17      | 1       |
| «Дартфорд»                    | 2021–22                    | Національна ліга Південь   | 18    | 3    | 3          | 1          | —          | —          | 4     | 0    | 25      | 4       |
| «Дартфорд»                    | Загалом за «Дартфорд»      | Загалом за «Дартфорд»      | 37    | 5    | 4          | 1          | 0          | 0          | 9     | 0    | 50      | 6       |
| «Саутенд Юнайтед»             | 2021–22                    | Національна ліга           | 5     | 1    | —          | —          | —          | —          | —     | —    | 5       | 1       |
| Усього за кар'єру             | Усього за кар'єру          | Усього за кар'єру          | 95    | 11   | 6          | 2          | 2          | 0          | 14    | 0    | 117     | 13      |

1. 1 2  Матч у Трофеї ФА
2. 1 2  Матч в Трофеї ФЛ
3. ↑  Матч(і) в Кубку Кента
4. ↑  Матч(і) в плей-оф Другої ліги
5. ↑  Один матч в Кубку Кента
6. ↑  три матчі в Трофеї ФА

### У збірній

#### По роках
Станом на 16 листопад 2021
| національна збірна Афганістану | національна збірна Афганістану | національна збірна Афганістану | національна збірна Афганістану |
| Рік                            | Матчі                          | Голи                           |                                |
| ------------------------------ | ------------------------------ | ------------------------------ | ------------------------------ |
| 2019                           | 8                              | 0                              |                                |
| 2020                           | 0                              | 0                              |                                |
| 2021                           | 6                              | 0                              |                                |
| Загалом                        | 14                             | 0                              |                                |

#### По матчах
| Дата       | Місто        | Господарі   | Результат | Гості      | Турнір            | Голи | Примітки |
| ---------- | ------------ | ----------- | --------- | ---------- | ----------------- | ---- | -------- |
| 20-3-2019  | Куала-Лумпур | Оман        | 5 – 0     | Афганістан | товариський матч  | -    | 70'      |
| 23-3-2019  | Куала-Лумпур | Малайзія    | 2 – 1     | Афганістан | товариський матч  | -    | 65'      |
| 7-6-2019   | Душанбе      | Таджикистан | 1 – 1     | Афганістан | товариський матч  | -    | 84'      |
| 5-9-2019   | Доха         | Катар       | 6 – 0     | Афганістан | Відбір до ЧС 2022 | -    |          |
| 10-9-2019  | Душанбе      | Афганістан  | 1 – 0     | Бангладеш  | Відбір до ЧС 2022 | -    |          |
| 10-10-2019 | Маскат       | Оман        | 3 – 0     | Афганістан | Відбір до ЧС 2022 | -    |          |
| 14-11-2019 | Душанбе      | Афганістан  | 1 – 1     | Індія      | Відбір до ЧС 2022 | -    |          |
| 19-11-2019 | Душанбе      | Афганістан  | 0 – 1     | Катар      | Відбір до ЧС 2022 | -    |          |
| 15-6-2021  | Доха         | Індія       | 1 – 1     | Афганістан | Відбір до ЧС 2022 | -    |          |
| Усього     |              | Матчів      | 9         |            | Голів             | 0    |          |

## Досягнення
«Дартфорд»
- Кубок Кента
  -  Володар (1): 2019/20